# L'Art magique
 (novembre 2019).
L'Art magique est un livre d'art d'André Breton publié en 1957 par le Club français du livre (3 500 exemplaires), puis réédité par Phébus en 1992 et 2003.
Il s'agit d'une histoire universelle de l'art depuis la préhistoire jusqu'au XXe siècle, mais une histoire revisitée par le regard et la pensée surréaliste. Le livre est illustré avec 200 reproductions d'artistes divers (Bosch, Brueghel, Uccello, Dürer, Grünewald, Holbein, Blake, Goya, Füssli, Gauguin, Picasso, Kandinsky, etc.). Cette publication fait date par l'abondance des photographies couleurs et les choix iconographiques.